# Linhe
Linhe (chiń. 临河区; pinyin Línhé Qū) – dzielnica i siedziba prefektury miejskiej Bayan Nur, w północnych Chinach, w regionie autonomicznym Mongolia Wewnętrzna. Do 2003 roku oddzielne miasto. W 1999 roku liczba mieszkańców dzielnicy wynosiła 495 698.